# فهد مبارك الهاجري
الدكتور فهد مبارك سعيد مبارك الهاجري من مواليد دولة الكويت في عام 1960 ، نائب سابق، شارك في انتخابات مجلس الأمة الكويتي عام 1999 وفاز بالعضوية عن الدائرة الرابعة والعشرون - الفحيحيل - وحصل علي (1976) صوت، وجاء بالمركز الثاني وفاز بالاتخابات، حاصل علي ليسانس قانون، وماجستير العقود الاداريه الاكترونيه، ودكتوراه في التحكيم التجاري الدولي .

## مواقفه في مجلس الأمة
| الكتل                                  | الكتلة الإسلامية – الإسلاميون المستقلون |
| اللجان                                 | الكتلة الإسلامية – الإسلاميون المستقلون |
| طرح الثقة بالوزير ضيف الله شرار (2003) | معارض طرح الثقة                         |
| طرح الثقة بالوزير الإبراهيم (2002)     | معارض طرح الثقة                         |
| تجنيس البدون (2000)                    | موافق                                   |
| طرح الثقة بالصبيح (2000)               | مؤيد طرح الثقة                          |
| حقوق المرأة السياسة (1999)             | موافق                                   |